# Skiskydning under vinter-OL 2014
Skiskydningskonkurrencerne under vinter-OL 2014 blev afviklet i Skiskydnings- og Skiløbscentret Laura ved Krasnaja Poljana i Rusland. Konkurrencerne blev afholdt mellem 8. og 22. februar 2014.

## Medaljevindere

### Mænd
| Disciplin                     | Guld                                                                                   | Guld      | Sølv                                                                      | Sølv      | Bronze                                                                                  | Bronze    |
| ----------------------------- | -------------------------------------------------------------------------------------- | --------- | ------------------------------------------------------------------------- | --------- | --------------------------------------------------------------------------------------- | --------- |
| Sprint (10 km)                | Ole Einar Bjørndalen                                                                   | 24:33,5   | Dominik Landertinger                                                      | 24:34,8   | Jaroslav Soukup                                                                         | 24:39,2   |
| Jagtstart (12,5 km)           | Martin Fourcade                                                                        | 33:48,6   | Ondřej Moravec                                                            | 34:02,7   | Jean-Guillaume Béatrix                                                                  | 34:12,8   |
| Distance (20 km)              | Martin Fourcade                                                                        | 49:31,7   | Erik Lesser                                                               | 49:43,9   | Jevgenij Garanitjev                                                                     | 50:06,2   |
| Samlet start (15 km) detaljer | Emil Hegle Svendsen                                                                    | 42:29,1   | Martin Fourcade                                                           | 42:29,1   | Ondřej Moravec                                                                          | 42:42,9   |
| Stafet (4 × 7,5 km)           | Rusland (RUS) · Aleksej Volkov · Jevgenij Ustjugov · Dmitrij Malysjko · Anton Sjipulin | 1:12:15,9 | Tyskland (GER) · Erik Lesser · Daniel Böhm · Arnd Peiffer · Simon Schempp | 1:12:19,4 | Østrig (AUT) · Christoph Sumann · Daniel Mesotitsch · Simon Eder · Dominik Landertinger | 1:12:45,7 |

### Kvinder
| Disciplin                  | Guld                                                                                    | Guld      | Sølv                                                                                  | Sølv      | Bronze                                                                                            | Bronze    |
| -------------------------- | --------------------------------------------------------------------------------------- | --------- | ------------------------------------------------------------------------------------- | --------- | ------------------------------------------------------------------------------------------------- | --------- |
| Sprint (7,5 km)            | Anastasija Kuzmina                                                                      | 21:06,8   | Olga Viluchina                                                                        | 21:26,7   | Vita Semerenko                                                                                    | 21:28,5   |
| Jagtstart (10 km) detaljer | Darja Domratjeva                                                                        | 29:30,7   | Tora Berger                                                                           | 30:08,3   | Teja Gregorin                                                                                     | 30:12,7   |
| Distance (15 km)           | Darja Domratjeva                                                                        | 43:19,6   | Selina Gasparin                                                                       | 44:35,3   | Nadesjda Skardino                                                                                 | 44:57,8   |
| Samlet start (12,5 km)     | Darja Domratjeva                                                                        | 35:25,6   | Gabriela Soukalová                                                                    | 35:45,8   | Tiril Eckhoff                                                                                     | 35:52,9   |
| Stafet (4 × 6 km)          | Ukraine (UKR) · Vita Semerenko · Julija Dzjyma · Valentyna Semerenko · Olena Pidhrusjna | 1:10:02,5 | Rusland (RUS) · Jana Romanova · Olga Zajtseva · Jekaterina Sjumilova · Olga Viluchina | 1:10:28,9 | Norge (NOR) · Fanny Welle-Strand Horn · Tiril Eckhoff · Ann Kristin Aafedt Flatland · Tora Berger | 1:10:40,1 |

### Mixed
| Disciplin                   | Guld                                                                     | Guld      | Sølv                                                                        | Sølv      | Bronze                                                               | Bronze    |
| --------------------------- | ------------------------------------------------------------------------ | --------- | --------------------------------------------------------------------------- | --------- | -------------------------------------------------------------------- | --------- |
| Stafet (2 × 6 + 2 × 7,5 km) | Norge Tora Berger Tiril Eckhoff Ole Einar Bjørndalen Emil Hegle Svendsen | 1:09:17,0 | Tjekkiet Veronika Vítková Gabriela Soukalová Jaroslav Soukup Ondřej Moravec | 1:09:49,6 | Italien Dorothea Wierer Karin Oberhofer Dominik Windisch Lukas Hofer | 1:10:15,2 |

### Medaljetabel
| Plac. | Land               | Guld | Sølv | Bronze | Total |
| ----- | ------------------ | ---- | ---- | ------ | ----- |
| 1.    | Norge (NOR)        | 3    | 1    | 2      | 6     |
| 2.    | Hviderusland (BLR) | 3    | 0    | 1      | 4     |
| 3.    | Frankrig (FRA)     | 2    | 1    | 1      | 4     |
| 4.    | Rusland (RUS)      | 1    | 2    | 1      | 4     |
| 5.    | Ukraine (UKR)      | 1    | 0    | 1      | 2     |
| 6.    | Slovakiet (SVK)    | 1    | 0    | 0      | 1     |
| 7.    | Tjekkiet (CZE)     | 0    | 3    | 2      | 5     |
| 8.    | Tyskland (GER)     | 0    | 2    | 0      | 2     |
| 9.    | Østrig (AUT)       | 0    | 1    | 1      | 2     |
| 10.   | Schweiz (SUI)      | 0    | 1    | 0      | 1     |
| 11.   | Italien (ITA)      | 0    | 0    | 1      | 1     |
| 11.   | Slovenien (SLO)    | 0    | 0    | 1      | 1     |

## Doping
Den femdobbelte olympiske medaljevinder Evi Sachenbacher-Stehle er testet positiv ved en doping-prøve. Skiskytten blev nummer fire i 12,5 km-løbet d. 17. februar.